# Фререн
Фререн (нім. Freren) — місто в Німеччині, розташоване в землі Нижня Саксонія. Входить до складу району Емсланд. Центр об'єднання громад Фререн.
Площа — 48,81 км2. Населення становить 5136 ос. (станом на 31 грудня 2021).